# Čtyřúhelník
Čtyřúhelník (tetragon) je rovinný geometrický obrazec, mnohoúhelník se čtyřmi vrcholy a čtyřmi stranami.

## Definice
Lze jej definovat více způsoby. Zde jsou dvě definice čtyřúhelníku:
- Definice1: Nechť A, B, C, D jsou čtyři body v téže rovině, z nichž žádné tři neleží v přímce. Čtyřúhelníkem ABCD rozumíme sjednocení trojúhelníků ABD a BDC právě tehdy, když průnikem těchto trojúhelníků je úsečka BD.
- Definice2: Nechť A, B, C, D jsou čtyři body v téže rovině, z nichž žádné tři neleží v přímce. Čtyřúhelníkem ABCD nazýváme sjednocení jednoduché uzavřené lomené čáry se čtyřmi vrcholy A, B, C, D a její vnitřní oblasti.

## Základní pojmy
Čtyřúhelníky můžeme třídit z mnoha hledisek. Mezi nejzákladnější patří rozdělení na čtyřúhelníky konvexní a nekonvexní.
| konvexní útvar U nazýváme konvexní právě tehdy, když pro každé jeho dva body X, Y platí, že úsečka XY je podmnožinou útvaru U. | konvexní | nekonvexní útvar U nazýváme nekonvexní právě tehdy, když existují alespoň dva body X, Y náležící útvaru U pro které platí, že úsečka XY není podmnožinou útvaru U. | nekonvexní |

Obecný čtyřúhelník

Pro konvexní čtyřúhelník musí platit, že všechny jeho vnitřní úhly jsou větší než 0° a menší než 180°, zatímco nekonvexní čtyřúhelník má právě jeden úhel větší než 180° a menší než 360°.  
Dále se budeme zabývat pouze konvexními čtyřúhelníky a slovo konvexní budeme vynechávat. Standardní označení stran a úhlů v konvexním čtyřúhelníku.
Čtyřúhelník lze definovat více způsoby. Uveďme alespoň dvě definice čtyřúhelníku.    
- Nechť A, B, C, D jsou čtyři body v téže rovině, z nichž žádné tři neleží v přímce. Čtyřúhelníkem ABCD rozumíme sjednocení trojúhelníků ABD a BDC právě tehdy, když průnikem těchto trojúhelníků je úsečka BD.
- Nechť A, B, C, D jsou čtyři body v téže rovině, z nichž žádné tři neleží v přímce. Čtyřúhelníkem ABCD nazýváme sjednocení jednoduché uzavřené lomené čáry se čtyřmi vrcholy A, B, C, D a její vnitřní oblasti.

Úsečky AC, BD nazýváme úhlopříčky čtyřúhelníku ABCD.  Úhly ∠ABC, ∠BCD, ∠ADC, ∠BAD náleží vnitřní oblasti čtyřúhelníku, nazýváme je vnitřními úhly. 
Dvojice úhlů ∠ABC, ∠BCD; ∠BCD, ∠ADC; ∠ADC, ∠BAD; ∠BAD, ∠ABC označujeme jako sousední úhly čtyřúhelníku ABCD a dvojice úhlů ∠ABC, ∠ADC a ∠BCD, ∠BAD jako protější úhly čtyřúhelníku ABCD. 
Obvyklé značení pro délky stran  je  |AB| = a, |BC| = b, |CD| = c, |AD| = d; délky úhlopříček  |AC| =  e = {\displaystyle u_{1}}, |BD|= f = {\displaystyle u_{2}} a pro velikosti úhlů: |∠BAD| = α, 
|∠ABC| = β,|∠BCD| = γ, |∠ADC| = δ.

## Klasifikace čtyřúhelníků
Čtyřúhelníky lze rozdělit několika způsoby - například podle rovnoběžnosti stran 
- rovnoběžník
- lichoběžník
- různoběžník

Rovnoběžník je čtyřúhelník, který má protější (nesousedící, nemající společný vrchol) strany rovnoběžné v každé z obou dvojic.
| pravoúhlý | čtverec, obdélník       |
| kosoúhlý  | kosočtverec, kosodélník |

| rovnostranný | čtverec, kosočtverec |
| různostranný | obdélník, kosodélník |

Lichoběžník je čtyřúhelník, který má protější (nesousedící, nemající společný vrchol) strany rovnoběžné pouze v jedné z obou dvojic; tyto strany se pak nazývají základny.
| obecný       | každá strana má jinou délku      |
| rovnoramenný | nerovnoběžné strany jsou shodné  |
| pravoúhlý    | jedno rameno je kolmé k základně |

Různoběžník je čtyřúhelník, jehož žádné dvě strany nejsou rovnoběžné.
Další speciální případy čtyřúhelníků, které rozdělení podle rovnoběžnosti stran nepostihuje:
- Tětivový čtyřúhelník je čtyřúhelník, jemuž lze opsat kružnici.
- Tečnový čtyřúhelník je čtyřúhelník, jemuž lze vepsat kružnici.
- Dvojstředový čtyřúhelník je čtyřúhelník, jemuž lze opsat i vepsat kružnici, je tedy současně tětivovým i tečnovým čtyřúhelníkem.
- Deltoid ("drak") je čtyřúhelník, jehož úhlopříčky jsou na sebe kolmé, přičemž jedna z nich (hlavní úhlopříčka) půlí druhou (vedlejší úhlopříčku). Každý deltoid je současně tečnový čtyřúhelník.

## Obvod a obsah
Obvod čtyřúhelníku se rovná součtu délek všech stran. O = a + b + c + d.
Pro jeho obsah platí Bretschneiderův vzorec:
{\displaystyle S={\sqrt {(s-a)(s-b)(s-c)(s-d)-abcd\cdot \cos ^{2}\left({\frac {\alpha +\gamma }{2}}\right)}},}
kde a, b, c, d jsou strany čtyřúhelníku, s je jeho poloviční obvod; α a γ úhly při protilehlých vrcholech (např. A a C).
Obsah je také možno vypočítat rozdělením čtyřúhelníku na dva trojúhelníky:
{\displaystyle S={\frac {1}{2}}(ab\sin \beta +cd\sin \delta )={\frac {1}{2}}(ad\sin \alpha +bc\sin \gamma )}
Ke konstrukci obecného čtyřúhelníku potřebujeme 5 prvků, z nichž aspoň 2 musí mít rozměr (nejčastěji délky). Nejčastěji si jej vhodně rozdělíme (např. úhlopříčkou) na dva trojúhelníky a začne tím, ve kterém známe 3 prvky. K doplnění druhého trojúhelníku postačí 2 prvky, protože společnou stranu již známe.
Má-li čtyřúhelník nějaké zvláštní vlastnosti (symetrie), pak k jeho narýsování stačí méně prvků (u rovnoběžníku jen 3, u čtverce 1 prvek).